# 哈克爾曼 (印地安納州)
哈克爾曼（英語：Hackleman）是位於美國印地安納州格蘭特縣的一個非建制地區。該地的面積和人口皆未知。